# Johan Schimmelpenninck
Jhr. Johan Schimmelpenninck (Rhenen, 30 september 1887 – Leusden, 29 juli 1943) was directeur van het Nederlandse kantoor van de Franse wijnfirma Mähler-Besse & Cie uit Bordeaux. Hij woonde in de Alexanderstraat 12 te Den Haag. In de Tweede Wereldoorlog was hij actief in het verzet.

## Familie
Schimmelpenninck was een telg uit de ongetitelde adellijke tak van het geslacht Schimmelpenninck en een zoon van jhr. Gerrit Johan Anne Schimmelpenninck (1854-1929), burgemeester van Rhenen en lid van de Tweede Kamer, en jkvr. Cécile Marie Steengracht (1855-1929), telg uit de tak van het geslacht Steengracht die het Landgoed Beerschoten bewoonde. Hij had een oudere broer Gerrit (1886-1933) die directeur van een autohandel was en op 37-jarige leeftijd overleed, en van welke handel de oudste broer Ernest (1883-1963) gedelegeerd commissaris was. Daarnaast had hij een jongere zus. Hij was ongehuwd. De jongste zoon van zijn oudste broer, die met een Belgische burggravin de Bissy getrouwd was, sneuvelde in 1949 in Nederlands-Indië op 26-jarige leeftijd.

## Verzet
In de zomer van 1940, na de Nederlandse capitulatie, nam jhr. J. Schimmelpenninck, alias ‘Oom Alexander’, het initiatief tot het oprichten van een verzetsorganisatie. Leden van de organisatie werden gerekruteerd uit de kringen van adelborsten en cadetten. Op die manier ontstond een inlichtingengroep waar o.a. Gerard Dogger, Peter Tazelaar, Anton Abbenbroek en Johan Birnie deel van uitmaakten. Deze groep zou later opgaan in de Ordedienst.
Deze beweging had twee doelstellingen. Ten eerste dacht zij dat de bezetting niet lang zou gaan duren. Op het moment van bevrijding zouden de geallieerden gesteund moeten worden en zou het ontstane machtsvacuüm tijdelijk moeten worden opgevuld ter voorkoming van wanorde. De tweede doelstelling was het verzamelen van militaire inlichtingen ten behoeve van de geallieerden. De inlichtingen moesten naar Engeland verstuurd worden, naar koningin Wilhelmina.
Voor de oorlog had Schimmelpenninck nauwe contacten onderhouden met F. van 't Sant, de particuliere secretaris van koningin Wilhelmina.

## Arrestatie
Schimmelpenninck werd op 13 november 1941 thuis gearresteerd. Hij werd gevangengezet in de gevangenis van Scheveningen. Tijdens de verhoren door de Sicherheitsdienst (SD), waarbij tijdens de ondervragingen 'gereglementeerd' fysiek geweld gebruikt werd, heeft Schimmelpennick geen woord losgelaten. Op 6 november 1942 werd hij op transport gesteld naar kamp Amersfoort. Op 18 januari 1943 kwam hij vanwege de ontruiming van kamp Amersfoort terecht in kamp Vught. Hij werd geregistreerd als Schutzhäftling 1988. Vanwege het Tweede OD-proces werd hij 11 maart 1943 overgeplaatst naar kamp Haaren. Op 27 april 1943 werd hij door de Wehrmachtjustiz ter dood veroordeeld. Hij werd op 29 juli 1943 op de Leusderheide gefusilleerd, samen met zestien van zijn medeverzetsstrijders.
De groep bestond naast Schimmelpenninck uit de volgende verzetsstrijders: Anton Abbenbroek, Lex Althoff, Christiaan Frederik van den Berg, Pim van Doorn, Fritjof Dudok van Heel, R. Hartogs, W. H. Hertly, Johan de Jonge Melly, E.A. Latuperisa, Adriën Moonen, W. Mulder, A.C.Th. van Rijn, Jan van Straelen, Sieg Vaz Dias, Gerard Vinkesteijn en Bob Wijnberg.

## Identificatie
Op 22 juni 1945 werd door rechercheurs van de Politieke Recherche Afdeling voor de provincie Utrecht onder leiding van Gerrit Kleinveld het massagraf blootgelegd waarin Schimmelpenninck begraven lag. Aan de hand van het signalement en de aangetroffen voorwerpen kon zijn lichaam worden geïdentificeerd.

## Begraafplaats
Johan Schimmelpenninck werd herbegraven op de gemeentelijke begraafplaats Rusthof te Amersfoort, Vak 12 Rij C en Nummer 141. Hij werd in 1952 postuum onderscheiden met het Verzetskruis. Zijn naam staat vermeld op de Erelijst van Gevallenen 1940-1945.
H.J. van Aalderen
· P. van As
· M. Assies
· J.J. Barendsen
· J.A. Beekman
· H.D.J. Beernink
· L.R. Beijnen
· C.J. van den Berg-van der Vlis
· L.A. Bleys
· G. de Boer
· A.A. Bontekoe
· E.J. Bosch ridder van Rosenthal
· D.A. van den Bosch
· I.J. van den Bosch
· J.H. Bosch
· J.C.J. baron Brantsen
· A.L. Charroin
· F.G.M. Conijn
· M. Crans
· R.J. Dam
· F. Datema
· K.H. Derkzen van Angeren
· H. Dienske
· J.L.G. Doornik
· V. Dreyfus
· N. Dupont
· F. Duwaer
· S. Esmeijer
· G.H. Gelder
· J. Gelderman
· W.J. Gertenbach
· E.A. Giran
· O. Giran
· C.H. de Groot
· P.G.S. Guermonprez
· A. Hahn
· W. van Hall
· J.C.H.F. van Hanxleden Houwert
· Th.W.L. baron van Heemstra
· J.J. Hendrikx
· J.L. Hesselberg
· W.J. Heukels
· I. van der Horst
· J. ter Horst
· H.P. Hos
· J.F.H.M. baron van Hövell van Wezeveld en Westerflier
· B. IJzerdraat
· L. Jansen
· A. Kalter
· G.W. Kastein
· A. Keuter
· T.J. Kroeze
· D.M.R.H. Kroon
· H.Th. Kuipers-Rietberg
· A. Meerwaldt
· J.A.A. Mekel
· J.D. van Melle
· D.C.B. Mesritz
· M.-L.C. Meunier
· J.J. Mohr
· J.L. Moonen
· A.C. Nagtegaal
· F. Nieuwenhuijsen
· B. Oosthoek
· J. Oranje
· T. Pannekoek
· J. Post
· A.J. Rozeman
· V.H. Rutgers
· F.R. Ruys
· W. Santema
· J.J. Schaft
· Jhr. J. Schimmelpenninck
· R.L.A. Schoemaker
· G. Schoonman
· W.P. Speelman
· M. van der Stoep
· B.M. Telders
· A.O.H. Tellegen
· O.R. Thomsen
· G. Tieman
· T.W. de Tourton Bruijns
· L.M. Valstar
· G.J. van der Veen
· D. Verloop
· M.A.E. Verspyck
· P.M.R. Versteegh
· C. Vlot
· G. Weidner
· J.H. Westerveld
· H.B. Wiardi Beckman
· J.W. Wildschut
· J.R.E. Wüthrich
· L. Zwanenburg
· Onbekende Joodse soldaat